# فرد براون
فرد براون (بالإنجليزية: Fred Brown)‏ (28 يونيو 1895 في المملكة المتحدة - 6 نوفمبر 1960 في المملكة المتحدة) هو لاعب كرة قدم بريطاني (وحمل سابقاً جنسية المملكة المتحدة لبريطانيا العظمى وأيرلندا) في مركز الهجوم. لعب مع برايتون أند هوف ألبيون وشيفيلد يونايتد ونادي غيلينغهام ونادي غاينسبورو ترينيتي.